# 楊明綸
楊明綸（英語：Keith Yeung Ming Lun；1988年4月10日—），是香港賽馬會所屬自由身騎師，曾跟隨練馬師李易達學藝，現時他在一般讓磅賽事不獲讓磅優惠。

## 經歷
2007年7月，楊明綸獲派到澳洲訓練並跟隨黃金海岸為基地的練馬師Gillian Heinrich學習。不過，由於當年澳洲受到馬匹流感影響，因此他改在塔斯曼尼亞跟隨Leon Wells。楊明綸於澳洲共上陣130次，並贏出11場。

### 2008/2009年度馬季
楊明綸策騎相當數目賽事後，獲香港賽馬會發出見習騎師牌照。
2008年9月15日，楊明綸首次在港上陣，並獲安排策騎「鴻霸之星」、「福龍」及「盈綵」三匹馬。2008年10月1日他首次上名，於第六場憑策騎「果然好」取得一席季軍。楊明綸未嘗首場勝仗前，其師傅李易達察覺他力量不足，於是讓他學習拳擊。楊明綸經過接近四個月的策騎後，累積八場亞軍，並在2009年1月14日憑策騎「金百利」取得在港上陣以來首場頭馬勝仗。

### 2009/2010年度馬季
2009年11月1日，楊明綸先後憑策騎「興緻高」、「幸運愉快」、「多多昇」及「八運寶」取得四捷，個人首度封騎師王並在騎師榜超越柏寶。此外，當天他憑策騎「幸運愉快」勝出其在港第20場頭馬，使他日後在一般讓磅賽事獲減至讓7磅優惠。
2009年11月4日，楊明綸在第八場賽事策騎「萬能駒」訛稱跌鞭，但是馬鞭事實上仍手握在其手上，結果他被香港賽馬會競賽小組判罰停賽四個賽馬日。同年12月19日，楊明綸於第四場賽事策騎「鴻霸之星」期間因未有聽從策騎指示，結果被罰停賽五個賽馬日，此外賽前他與同場策騎「五代同堂」的蘇狄雄傾談賽事戰略，雖然最終沒有被香港賽馬會進一步追究，但仍引起馬迷之間討論。該季楊明綸與一向重用洋將的蔡約翰有較多的合作，最終他贏得三十場頭馬，個人首度榮膺冠軍見習騎師殊榮。

### 2010/2011年度馬季
2010年10月31日，楊明綸於跑馬地馬場第二場賽事憑策騎「八飛」勝出其在港第45場頭馬，使他日後在一般讓磅賽事獲減至讓5磅優惠。

### 2011/2012年度馬季
2011-12年馬季，楊明綸僅一場之差就可畢業參與國際騎師錦標賽。
2011年12月17日，楊明綸於沙田馬場第三場賽事憑策騎「八飛」勝出其在港第70場頭馬，正式成為自由身騎師，使他日後在一般讓磅賽事獲減至讓3磅優惠。賽後，香港賽馬會賽馬事務執行總監利達賢於畢業禮上，頒發紀念銀碟予楊明綸。他在當天的賽事以兩分之差壓倒韋達獲封騎師王。

### 2012/2013年度馬季
2012年9月8日，楊明綸於沙田馬場第一場賽事憑策騎「齊勝」勝出其在港第95場頭馬，使他日後在一般讓磅賽事獲減至讓2磅優惠。

### 2013/2014年度馬季
2013年12月29日，楊明綸於沙田馬場第十一場賽事，策騎「齊得戚」期間至距離終點前約一百米時墮馬受傷，送院治理。其後經趁斷鎖骨折斷，當季只贏得十六場頭馬。

### 2014/2015年度馬季
2014-2015年度馬季，楊明綸勝出28場頭馬，在騎師榜位列第十位，取得升格為自由身騎師後的最佳成績。

### 2016/2017年度馬季
2017年5月17日，楊明綸於跑馬地馬場第六場賽事憑策騎「中華壹號」，取得個人在港第二百場頭馬勝仗。2016-2017年度馬季，楊明綸合共贏得15場頭馬，在港累積205場頭馬勝仗。季後，楊明綸到美國作短期客串。2017年7月31日，他在當地首天上陣便即憑策騎Flying Tipat取勝，而當天他策騎的另一匹坐騎Iconic亦取得一席第三名，成績相當不俗。
賽後，楊明綸更獲向他提供兩匹坐騎的練馬師羅敏士大讚他是世界級騎師，且騎功出色。

### 2019/2020年度馬季
2019年10月9日，楊明綸於跑馬地馬場第三場賽事憑策騎「南莊加好」，勝出個人在港發展以來的第250場頭馬。使他日後在一般讓磅賽事不獲讓磅優惠。
2020年6月21日，楊明綸於沙田馬場憑策騎方嘉柏馬房的「與龍共舞」，座騎在他胯下於直路階段透出並保持勁勢，最終以四個多馬位之先大勝而回，攻下國際三級賽精英碟，贏得其在港從騎十二年來首項分級賽錦標。賽後練馬師方嘉柏興奮得以熊抱式將楊明綸抱起至雙腳離地來慶祝勝利。楊明綸表示這場頭馬意義非凡，並對方嘉柏給予「與龍共舞」這匹實力坐騎他這位在過去六個多月裡僅贏得一場頭馬的騎師策騎感到非常感動。

### 2021/2022年度馬季
2022年6月6日，楊明綸、梁家俊和黃皓楠較早前經面試及審批，已獲香港教育大學取錄成為首批香港賽馬會現役及退役騎師進修計劃的學生，於2022年9月起入讀健康教育（榮譽）學士學位課程。

### 2022/2023年度馬季
2023年3月26日，楊明綸於沙田賽事策騎鄭俊偉馬房的「菲力大帝」被拋下，受傷休賽近兩個月，於5月17日跑馬地賽事恢復策騎出賽。

### 2023/2024年度馬季
2024年1月28日，楊明綸於沙田馬場第十場策騎「糖不甩」出閘時墮下，人馬沒有大礙。
2024年5月11日，楊明綸於沙田馬場憑策騎大衛希斯馬房的「佳運發」取得在港第300場頭馬。

### 2024/2025年度馬季
楊明綸的師傅李易達曾任大衛希斯副練。本賽季，大衛希斯與蔡約翰競爭冠軍練馬師寶座，出馬超過650匹次，目前為止乃香港賽馬史上第五多，楊明綸間接受惠，策騎次數大幅回升，憑「師公」提供座騎經常跑入前六名，取得從騎以來單季最多獎金逾3130萬。

## 主要勝出賽事
香港
- 精英碟 - (1) - 與龍共舞 (2020)

- 賀年盃 - (1) - 蓬萊仙子 (2013)
- 亞洲電視盃 - (1) - 蓬萊仙子 (2013)

## 成就
- 香港冠軍見習騎師 - (1) - (2009-2010年度馬季)

## 在港策騎成績
| 年度        | 冠 | 亞 | 季 | 殿 | 第五 | 出賽次數 | 所贏獎金（港元） | 備註                         |
| ----------- | -- | -- | -- | -- | ---- | -------- | ---------------- | ---------------------------- |
| 2008 - 2009 | 9  | 19 | 29 | 20 | 20   | 254      | $ 10,252,075     | 策騎首季                     |
| 2009 - 2010 | 30 | 28 | 26 | 32 | 44   | 390      | $ 22,548,950     | 第2季 (香港冠軍見習騎師得主) |
| 2010 - 2011 | 18 | 29 | 33 | 40 | 34   | 420      | $ 19,586,775     | 第3季                        |
| 2011 - 2012 | 37 | 26 | 40 | 39 | 36   | 500      | $ 28,967,812     | 第4季                        |
| 2012 - 2013 | 22 | 20 | 32 | 32 | 24   | 339      | $ 21,359,100     | 第5季                        |
| 2013 - 2014 | 16 | 13 | 17 | 13 | 17   | 243      | $ 14,732,750     | 第6季                        |
| 2014 - 2015 | 28 | 27 | 37 | 34 | 44   | 490      | $ 29,132,300     | 第7季                        |
| 2015 - 2016 | 30 | 28 | 33 | 43 | 46   | 514      | $ 31,057,312     | 第8季                        |
| 2016 - 2017 | 15 | 23 | 21 | 25 | 30   | 390      | $ 18,949,925     | 第9季                        |
| 2017 - 2018 | 23 | 17 | 25 | 34 | 38   | 461      | $ 25,206,850     | 第10季                       |
| 2018 - 2019 | 19 | 24 | 31 | 29 | 44   | 444      | $ 27,030,275     | 第11季                       |
| 2019 - 2020 | 8  | 15 | 16 | 24 | 21   | 418      | $ 16,150,280     | 第12季                       |
| 2020 - 2021 | 9  | 15 | 17 | 22 | 36   | 441      | $ 18,540,500     | 第13季                       |
| 2021 - 2022 | 11 | 18 | 19 | 23 | 24   | 339      | $ 18,522,050     | 第14季                       |
| 2022 - 2023 | 11 | 16 | 18 | 18 | 16   | 309      | $ 17,533,013     | 第15季                       |
| 2023 - 2024 | 18 | 20 | 21 | 23 | 26   | 348      | $ 27,293,950     | 第16季                       |
| 2024 - 2025 | 20 | 25 | 27 | 31 | 33   | 434      | $ 31,339,175     | 第17季                       |
| 總計        |    |    |    |    |      |          |                  |                              |

## 在港策騎資料
|                | 日期          | 賽事                                | 場地 | 馬場       | 馬名     | 練馬師 | 名次 | 獨贏賠率 |
| -------------- | ------------- | ----------------------------------- | ---- | ---------- | -------- | ------ | ---- | -------- |
| 初出賽         | 2008年9月15日 | 第五班 - 1200米                     | 草地 | 沙田馬場   | 鴻霸之星 | 李易達 | 7    | 21       |
| 首勝利         | 2009年1月14日 | 第四班 - 1200米                     | 草地 | 跑馬地馬場 | 金百利   | 徐雨石 | 1    | 6.8      |
| 級際賽初出賽   | 2010年3月21日 | 三級賽 - 1800米（精英碟）           | 草地 | 沙田馬場   | 喜聚寶   | 方嘉柏 | 8    | 16       |
| 級際賽首勝利   | 2020年6月21日 | 三級賽 - 1800米（精英碟）           | 草地 | 沙田馬場   | 與龍共舞 | 方嘉柏 | 1    | 17       |
| 一級賽初出賽   | 2024年1月28日 | 一級賽 - 1200米（百週年紀念短途盃） | 草地 | 沙田馬場   | 狀元及第 | 告東尼 | 8    | 104      |
| 一級賽首勝利   | —             | —                                   | —    | —          | —        | —      | —    | —        |
| 四歲系列初出賽 | 2016年1月24日 | 一級賽 - 1600米（香港經典一哩賽）   | 草地 | 沙田馬場   | 神州小子 | 徐雨石 | 8    | 74       |
| 四歲系列首勝利 | —             | —                                   | —    | —          | —        | —      | —    | —        |

## 外部連結
- 騎師資料 楊明綸 （页面存档备份，存于）